# Falling Up (Kevin Ayers)
Falling Up è il tredicesimo album in studio del cantautore britannico Kevin Ayers, pubblicato nel 1988.

## Tracce
1. (Another) Saturday Night
2. Flying Start
3. The Best We Have
4. Another Rolling Stone
5. Do You Believe
6. That's What We Did (Today)
7. Night Fighters
8. Am I Really Marcel?